# Ulli Öhlböck
Ulrich „Ulli“ Öhlböck (* 10. Juli 1948 in Saalfelden am Steinernen Meer) ist ein ehemaliger österreichischer Skisportler, der im Skilanglauf und in der Nordischen Kombination aktiv war.
Öhlböck wurde viermal österreichischer Meister in der Nordischen Kombination (1969–1971, 1973) und errang bei den Olympischen Winterspielen 1968 in Grenoble den 32. Platz in der Nordischen Kombination. Zwei Jahre später kam er bei den Nordischen Skiweltmeisterschaften in Štrbské Pleso auf den 28. Platz. Bei den Olympischen Winterspielen 1972 in Sapporo lief er auf den 37. Platz und nahm zudem am Skilanglaufstaffel Rennen teil, welche die österreichische Staffel vorzeitig beendete.